# 法国工部局大楼
天津法国工部局大楼是天津法租界工部局的办公大楼，建于1934年，选址在天津法租界的主要街道大法国路（今和平区解放北路34-36号），该建筑目前是天津市文物保护单位和特殊保护等级历史风貌建筑。

## 历史
天津法租界工部局是设置于天津法租界内从事警务、道路和卫生的工作机构，原为天津法租界董事会的执行机构，成立于清同治元年（1862年），总部设在当时天津法租界的主要街道大法国路（今解放北路34号至36号）的法国工部局大楼内。后来，原工部局所辖的秘书部与工程部这两个部门改组成天津法租界公议局，而公议局下属的巡警局改组成为新天津法租界工部局，主要负责天津法租界内的警务、道路和卫生等工作。

## 建筑
天津法国工部局大楼为四层混和结构楼房，清水墙。立面较为简洁，强调三段式古典构图。

## 建筑圖片